# Malvezie
Malvezie är en kommun i departementet Haute-Garonne i regionen Occitanien i södra Frankrike. Kommunen ligger i kantonen Barbazan som tillhör arrondissementet Saint-Gaudens. År 2022 hade Malvezie 111 invånare.

## Befolkningsutveckling
Antalet invånare i kommunen Malvezie
Referens:INSEE